# Segunda División 1943/44
Die Segunda División 1943/44 war die 13. Spielzeit der zweithöchsten spanischen Fußballliga. Sie begann am 26. September 1943 und endete am 9. April 1944. Zwischen dem 16. und 23. April 1944 wurden die Relegationsspiele ausgetragen. Meister wurde Real Gijón.

## Vor der Saison
14 Mannschaften traten in einer Gruppe an 26 Spielen jeweils zweimal gegeneinander an. Die beiden besten Vereine stiegen direkt in die Primera División auf, während die Dritt- und Viertplatzierten über die Play-offs aufsteigen konnte.
Die letzten beiden der Tabelle stiegen direkt ab, der Dritt- und Viertletzte kämpften in der Relegation gegen den Abstieg.
Als Absteiger aus der Primera División nahmen Betis Sevilla und Saragossa FC teil, Aufsteiger aus der Divisiones Regionales gab es nicht. 

## Abschlusstabelle
| Pl. | Verein                    | Sp. | S  | U | N  | Tore    | Quote | Punkte |
| --- | ------------------------- | --- | -- | - | -- | ------- | ----- | ------ |
| 1.  | Real Gijón                | 26  | 16 | 5 | 5  | 050:190 | 2,63  | 37:15  |
| 2.  | Real Murcia               | 26  | 15 | 2 | 9  | 062:410 | 1,51  | 32:20  |
| 3.  | CD Constància             | 26  | 15 | 1 | 10 | 049:370 | 1,32  | 31:21  |
| 4.  | CD Alcoyano               | 26  | 12 | 6 | 8  | 044:340 | 1,29  | 30:22  |
| 5.  | Jerez FC                  | 26  | 14 | 2 | 10 | 050:410 | 1,22  | 30:22  |
| 6.  | Saragossa FC (A)          | 26  | 12 | 5 | 9  | 056:400 | 1,40  | 29:23  |
| 7.  | Betis Sevilla (A)         | 26  | 11 | 7 | 8  | 050:440 | 1,14  | 29:23  |
| 8.  | SD Ceuta                  | 26  | 10 | 5 | 11 | 047:450 | 1,04  | 25:27  |
| 9.  | Cultural Leonesa          | 26  | 11 | 3 | 12 | 042:450 | 0,93  | 25:27  |
| 10. | Hércules Alicante         | 26  | 9  | 4 | 13 | 038:450 | 0,84  | 22:30  |
| 11. | FC Barakaldo Altos Hornos | 26  | 8  | 3 | 15 | 034:610 | 0,56  | 19:33  |
| 12. | Arenas Club               | 26  | 7  | 5 | 14 | 039:600 | 0,65  | 19:33  |
| 13. | CA Osasuna                | 26  | 7  | 4 | 15 | 034:600 | 0,57  | 18:34  |
| 14. | Real Valladolid           | 26  | 6  | 6 | 14 | 029:530 | 0,55  | 18:34  |

Platzierungskriterien: 1. Punkte – 2. Direkter Vergleich – 3. Torquotient – 4. geschossene Tore
| (A) | Absteiger der Saison 1942/43 |

### Play-offs
Die Spiele zwischen dem 11. bzw. 12 der Primera División und den Dritten bzw. Vierten der Segunda División fanden am 16. April 1944 statt.
|                     | Ergebnis |               |
| ------------------- | -------- | ------------- |
| Espanyol Barcelona  | 7:1      | CD Alcoyano   |
| Deportivo La Coruña | 4:0      | CD Constància |

### Relegation
Die Spiele zwischen dem Eften bzw. Zwölften der Segunda División und den Dritten bzw. Vierten der Tercera División fanden am 19. und 23. April 1944 statt.
|                           | Ergebnis |             |
| ------------------------- | -------- | ----------- |
| FC Barakaldo Altos Hornos | 3:2      | UD Levante  |
| Arenas Club               | 0:1      | Club Ferrol |

Arenas Club stieg ab.

## Nach der Saison
Aufsteiger in die Primera División
- 01. – Real Gijón
- 02. – Real Murcia

 Absteiger in die Tercera División
- 12. – Arenas Club
- 13. – CA Osasuna
- 14. – Real Valladolid

 Absteiger aus der Primera División
- Real Sociedad
- Celta Vigo

 Aufsteiger in die Segunda División
- CD Mallorca
- Racing Santander
- Club Ferrol